# Storsvalor
Storsvalor (Progne) är släkte i familjen svalor inom ordningen tättingar. Släktet omfattar nio arter som förekommer i Nord- och Sydamerika inklusive Västindien och Galápagosöarna:
- Blå storsvala (P. subis)
- Kubastorsvala (P. cryptoleuca)
- Karibstorsvala (P. dominicensis)
- Sinaloastorsvala (P. sinaloae)
- Gråbröstad storsvala (P. chalybea)
- Sydlig storsvala (P. elegans)
- Perustorsvala (P. murphyi)
- Galápagosstorsvala (P. modesta)
- Brunbröstad storsvala (P. tapera)